# Il Decameron
Il Decameron è un film del 1971 scritto e diretto da Pier Paolo Pasolini, tratto dall'omonima opera di Giovanni Boccaccio.
È il primo episodio della cosiddetta "Trilogia della vita", proseguita con I racconti di Canterbury (1972) e completata da Il fiore delle Mille e una notte (1974).
Ebbe diversi problemi con la censura, che sequestrò e dissequestrò il film e aprì anche un processo, che alla fine vide giudicati non colpevoli gli imputati (tra cui il regista stesso). Ad ogni modo, fu un successo tanto in Italia quanto nel resto d’Europa; vinse anche l'Orso d'argento al Festival di Berlino 1971.
Il produttore Franco Rossellini al rientro in Italia dichiarò che gli ultimi dieci giorni di lavorazione a San'a erano stati complicati dagli scontri con sparatorie tra le fazioni dei repubblicani e dei realisti, che li avevano spesso costretti a chiedere rifugio nelle case.

## Elenco delle novelle
Segue l'elenco delle nove novelle tratte dal "Decameron" nell'ordine in cui appaiono nel film.
- Il giovane Andreuccio viene truffato due volte, ma finisce col diventare ricco.[2]
- Una badessa riprende una consorella ma è a sua volta ripresa per il medesimo peccato[3]
- Masetto si finge sordo-muto in un convento di curiose monache.[4]
- Peronella è costretta a nascondere il suo amante quando suo marito torna improvvisamente a casa.[5]
- Ciappelletto si prende gioco di un prete sul letto di morte.[6]
- L'allievo di Giotto aspetta la giusta ispirazione (divisa in 2 momenti).[7]
- Caterina dorme sul balcone per incontrare il suo amato la notte.[8]
- I tre fratelli di Lisabetta si vendicano del suo amante.[9]
- Il furbo don Gianni cerca di sedurre la moglie di un suo amico.[10]
- Due amici fanno un patto per scoprire cosa accade dopo la morte.[11]

## Trama

### Andreuccio da Perugia

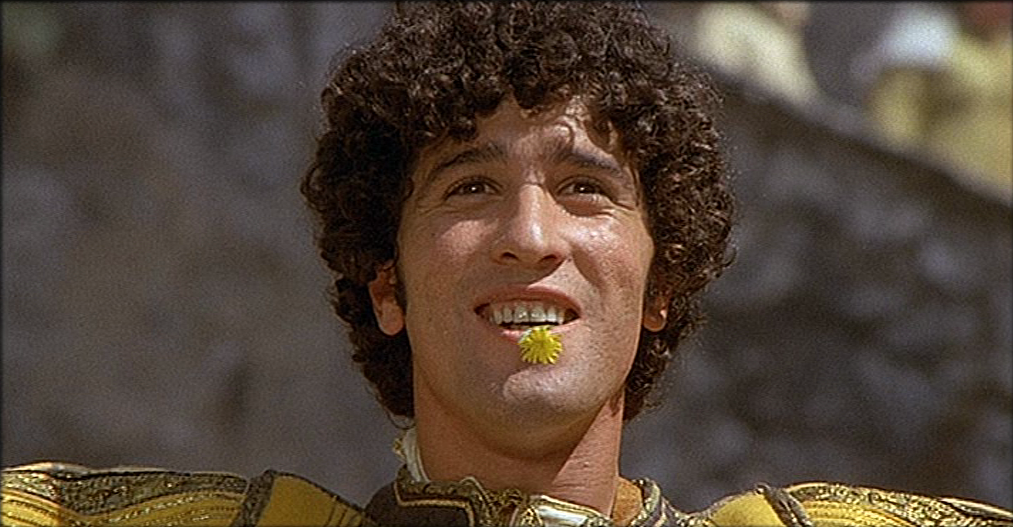
Ninetto Davoli nel ruolo di Andreuccio

Il giovane Andreuccio si reca a Napoli dalla lontana Perugia per comperare alcuni cavalli. Ma non si accorge che una ragazza di origini siciliane lo ha adocchiato con la sua borsa di monete ed intende rubargliele con un astuto stratagemma. Infatti Andreuccio, non soddisfatto dalla merce del mercato, si addentra per le vie della città quando incontra una ragazza che lo invita a salire in casa. Si tratta della residenza dell'imbrogliona che racconta ad Andreuccio di essere sua sorella illegittima concepita da un amore clandestino del padre con una matrona sicula; e lo invita a passare la notte in casa. Andreuccio è felice dell'invito e chiacchiera con la ragazza, mentre un fanciullo entra in bagno e sega una trave del pavimento per mettere in azione la trappola.
Infatti, arrivata la sera, Andreuccio ha dei dolori di pancia e si reca al bagno per fare i suoi bisogni. Quando mette il primo piede sul pavimento la trave di legno cede e il giovane cade nella latrina dalla quale riesce ad uscire solo per miracolo. Andreuccio si cala da una finestrina e chiede alla serva di farlo entrare, ma questa lo scambia per pazzo. Andreuccio allora capisce l'imbroglio e comincia a gridare, venendo però zittito e scacciato via dalle matrone del quartiere. Senza un soldo e completamente ricoperto di poltiglia puzzolente, Andreuccio non sa dove andare, quando vede due viandanti e, vergognandosi della sua situazione, va a nascondersi dentro una botte. I due viaggiatori si avvicinano alla cassa, attirati dall'odore nauseabondo e scoprono il giovane. I due, che in realtà sono dei ladri, gli propongono di venire con loro nella chiesa vicina dove è stato seppellito da poco in una tomba un famoso vescovo, cosicché possano aprire la cassa e rubargli le vesti e in particolare un anello di grande valore.
Andreuccio è d'accordo, ormai disposto a tutto pur di essere risarcito e va con i due. Aperta la bara i ladri fanno entrare dentro Andreuccio che si mette all'opera. Il ragazzo ha sfilato al cadavere ogni cosa che possa essere di valore, tenendo l'anello per sé. Quando i due gli ordinano di buttare fuori l'anello, Andreuccio dice che lì dentro non c'è nessun anello e i ladri indispettiti lo rinchiudono nella cassa di marmo. Poco dopo sopraggiungono altri due banditi assieme al sagrestano intenti a compiere lo stesso furto. Aprono la cassa, ma Andreuccio addenta immediatamente la gamba del sagrestano che stava per entrare. L'uomo urla di dolore e di paura, facendo scappare i giovani complici e Andreuccio finalmente può tornare a Perugia con l'anello.

### La novella della suora con l'amante
Nella città di Napoli un vecchio sta raccontando una storia. In un convento una suora ha rapporti sessuali con un amante segreto, ma gli incontri notturni vengono scoperti dalle altre suore che si precipitano il giorno dopo dalla Madre Superiora per raccontare lo scabroso evento. Tuttavia, al contrario delle loro aspettative, la Madre sta facendo l'amore con il sacerdote e quando sente bussare alla porta, per la fretta, si mette al posto del copricapo le brache dell'amante. Così accade che la sorella, pur essendo punita dalla Madre Superiora, ottiene il permesso, così come tutte le altre sorelle, di ricevere ogni notte in cella il proprio amante.

### Masetto l'ortolano nel convento
Masetto è un contadino che pensa solo al piacere che si può provare facendo l'amore. Essendo impaziente pensa di travestirsi da bracciante sordomuto e di entrare in un convento poco distante dal campo. Le suore vedendolo rimangono sorprese ed entusiaste allo stesso momento dato che a un uomo, fuorché al sagrestano, non era concesso entrare in un monastero di monache; e cominciano a formulare pensieri licenziosi. Infatti qualche giorno dopo mentre Masetto sta potando un albero due suore lo chiamano invitandolo in un piccolo ripostiglio degli attrezzi per avere a turno un fugace rapporto amoroso, mentre le altre scorgono la scena dalle finestre del monastero. Anch'esse, nelle loro celle, ricevono una alla volta il giovane per intrattenervi un rapporto sessuale. Alla fine anche la Madre Superiora cede alla tentazione e porta Masetto nel capanno, ma prima del momento supremo l'uomo si rifiuta e dichiara di essere esausto per i tanti rapporti, rivelando così di non essere sordomuto. La Madre, per non far uscire la notizia dal convento, decide di dichiarare miracolato il ragazzo, facendolo rimanere nel convento per soddisfare i desideri delle suore.

### Peronella e l'orcio

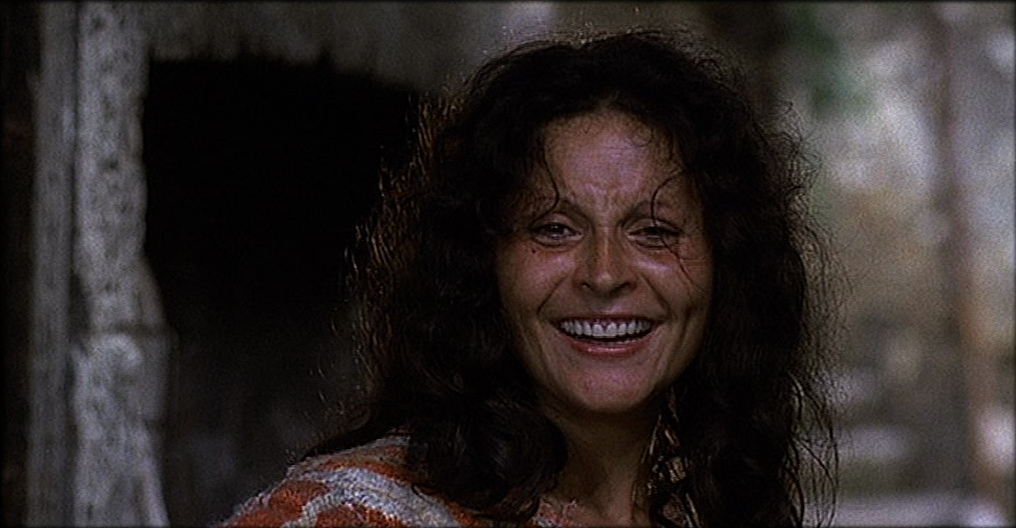
Angela Luce nel ruolo di Peronella

A Napoli, Donna Peronella sta aspettando il ritorno del proprio marito e nel frattempo sta facendo l'amore con Giannello, venditore di orci e giare. Il marito torna a casa e Peronella fa nascondere l'amante nella grande giara in giardino. L'uomo si presenta alla moglie assieme ad un mercante dichiarando di aver concluso con lui un affare per la vendita di una giara per 5 denari. Peronella tuttavia per liberarsi del compratore comunica al marito di averlo già venduto per 7 denari; allora il coniuge congeda il mercante e si reca con Peronella nel giardino. Giannello esce fuori dal recipiente affermando che l'interno della giara è sporco e che bisogna pulirlo, altrimenti l'affare non potrà essere concluso. All'istante lo sciocco marito di Peronella si cala dentro a pulire, mentre Giannello ha un rapporto con la donna che rimane affacciata sul bordo della giara a controllare il lavoro del marito.

### Ser Ciappelletto (o Cepparello) da Prato
Ser Ciappelletto è già comparso due volte nel film: la prima all'inizio quando è intento a gettare da una rupe un sacco contenente un cadavere, la seconda mentre un vecchio racconta ad un gruppo di persone la novella di Masetto; Ciappelletto propone un rapporto sessuale ad un bel giovanetto in cambio del denaro che ha appena sottratto dalla cintura di uno degli ascoltatori. In questa novella il protagonista si reca da Prato in Germania per essere ospitato da due fratelli napoletani usurai. Ciappelletto ha passato un'intera vita di imbrogli, truffe, raggiri, rapporti sessuali con prostitute e omosessuali, bestemmie e ingiurie nei confronti della Chiesa. Giunto in città viene ospitato dai due fratelli mentre viene inquadrata una festosa sagra nel prato fuori dalla città. Ciappelletto entra in sala e mangia con loro fino a che non si sente male e crolla a terra.
Passano alcuni giorni ma Ciappelletto è sempre più grave finché si riduce in fin di vita. I due fratelli, sotto le suppliche di Ciappelletto, convocano un santo frate che possa assolverlo dai peccati. Il sacerdote giunge in casa e inizia la confessione mentre i due uomini ascoltano fuori dalla porta, ridendo della confessione di ser Ciappelletto e commentando tutte le sue malefatte. L'astuto Ciappelletto si dimostra disperato dei suoi peccati confessando di aver sputato in chiesa e di aver ingiuriato la madre. Il frate, credendo di trovarsi di fronte all'uomo più pio che abbia mai conosciuto, decide di dargli subito l'assoluzione e di farlo venerare come un santo. Ciappelletto muore di lì a poco e viene portato nella chiesa principale dove tutti i pellegrini si recano a rendergli omaggio toccando la sua salma.

### L'allievo di Giotto
In tutta la regione si sta parlando di un certo pittore (Pasolini) che ha frequentato la scuola del famoso Giotto. L'uomo deve recarsi a Napoli nella chiesa di Santa Chiara per affrescare la parete dell'altare. Arrivato, l'uomo comincia tutti i preparativi sistemando il ponteggio e diluendo i colori con i compagni. Mentre incomincia a dipingere il quadro continuano le altre storie del Decameron.

### Caterina di Valbona e Riccardo

Giuseppe Zigaina nel ruolo del sacerdote nella novella di Ser Ciappelletto

In un paese vicino a Napoli la nobile Caterina ama il giovane Riccardo, ma ha paura di dichiararlo al padre. Per questo, con la scusa del caldo torrido dell'estate, dichiara alla madre di voler dormire per un po' sulla terrazza affinché possa rinfrescarsi. I genitori acconsentono e così il bel Riccardo quella notte può salire per fare l'amore con Caterina. Il giorno dopo molto presto, i genitori della ragazza si svegliano e salgono su per vedere come sta la figlia e la trovano nuda con Riccardo. La madre sta per gridare, ma il marito la rassicura spiegandole che il giovane potrebbe essere un buon partito e quindi pensano di farli sposare al più presto. E ciò avviene: i due genitori fanno svegliare la coppia e li convincono a sposarsi proprio in quel momento sulla terrazza e poi lasciano che Riccardo e Caterina se ne tornino a dormire beatamente abbracciati.

### Il pranzo dell'allievo
Qui vi è un secondo intermezzo delle storie: l'allievo di Giotto viene invitato dai frati a mangiare per rifocillarsi un po', ma l'uomo trangugia tutto in pochi minuti e si precipita di nuovo a lavorare, scherzando sempre con i giovani aiutanti.

### Elisabetta (o Lisabetta) da Messina e Lorenzo
Elisabetta è la sorella di tre ricchi mercanti i quali pensano solo a far soldi. Ma la ragazza è innamorata di un giovane garzone: Lorenzo e con lui ha appassionanti rapporti sessuali. Ma i tre lo vengono a sapere e pensano di ucciderlo. Infatti qualche giorno dopo i tre fratelli invitano l'ignaro Lorenzo a giocare insieme nel giardino lì vicino e lo pugnalano alle spalle. Fatto ciò comunicano a Elisabetta che il suo Lorenzo si è recato in Sicilia per affari e che sarebbe tornato qualche settimana dopo. Ma Lorenzo non fa ritorno ed Elisabetta passa le intere notti a piangere invocando il suo nome. Una di queste notti il fantasma di Lorenzo le appare in sogno comunicandole di essere stato ucciso e che il suo corpo è stato seppellito nel giardino. Il giorno dopo Elisabetta chiede ai fratelli il permesso di uscire e si reca in giardino con una serva. Dissotterrato il corpo di Lorenzo, Elisabetta ne recide la testa e la porta in camera sua, nascondendola dentro un vaso di basilico.

### Gemmata e la cavalla

Guido Alberti nel ruolo del mercante

Un vecchio contadino incontra a Napoli l'amico Gianni e i due decidono di riprendere il viaggio verso il paesello. Durante il tragitto il contadino propone a Gianni di ospitarlo, in virtù dell'amicizia che li lega e, soprattutto, per ricambiare il favore (dato che anche il contadino era stato ospite di Gianni). Donna Gemmata, moglie del contadino, riceve la visita del coniuge e di Gianni il quale, spacciandosi per una sorta di stregone indovino, sostiene che una donna si possa tramutare con un suo sortilegio in cavalla e, se si vuole, farla ritornare alle sue sembianze. L'obiettivo di Gianni è di avere un rapporto sessuale con Gemmata dato che è bellissima ed è oggetto di tutte le attenzioni del villaggio. Marito e moglie ingenuamente credono a questa magia e invitano Gianni a casa loro, facendolo dormire nella stalla coi cavalli.
Il giorno dopo all'alba, Gemmata si sveglia e chiede al marito, dato che sono molto poveri, se può essere tramutata in cavalla cosicché possa aiutarlo nell'arare i campi. Il marito acconsente e la porta da Gianni, comunicandogli il desiderio di Gemmata. Gianni subito prende al volo l'occasione e dichiara al coniuge che, durante il rito, deve stare zitto senza proferire parola. Infatti secondo il sortilegio, la parte più difficile è quella di "attaccare alla donna la coda". Fatto ciò Gianni fa spogliare nuda Gemmata e la fa mettere carponi, mentre egli si accinge ad un rapporto da terra. Durante l'operazione però il marito, fremente di rabbia, comincia ad urlare e Gianni, con faccia affranta, dichiara fallito il rito perché il coniuge non ha rispettato il silenzio.

### L'ultima novella di Tingoccio e Meuccio e il completamento dell'affresco

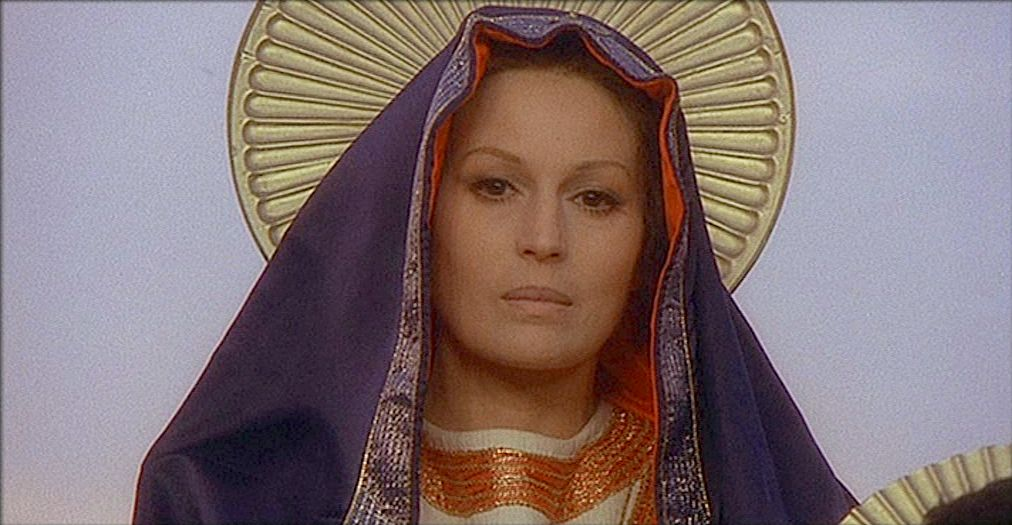
Silvana Mangano nel ruolo della Madonna

Mentre l'allievo di Giotto sta per finire l'opera, i due popolani Tingoccio e Meuccio sono ansiosi di capire cosa ci sia dopo la morte e soprattutto come siano il Paradiso o l'oscuro antro dell'Inferno; ma i due sono un po' riluttanti perché credono che sia peccato avere rapporti sessuali con le amiche e quindi non vorrebbero finire all'inferno. Tingoccio propone che chi muore per primo visiti in sogno l'altro per rivelargli i segreti dell'aldilà. Arrivata la notte però, mentre Meuccio cerca in tutti i modi di morire concentrandosi in preghiera, Tingoccio ha un rapporto sessuale con la comare e poi si reca dall'amico, raccontandogli l'avventura. Meuccio gli rinfaccia che ormai è condannato, perché, secondo lui, ha commesso un grave peccato contro Dio. Dopo qualche tempo Tingoccio muore e quella stessa notte appare in sogno a Meuccio che gli domanda in che mondo sia stato collocato.
Tingoccio risponde che si trova in una specie di "limbo" in attesa di essere condotto nell'Inferno o nel Purgatorio e che in quella zona non si scontano pene per aver avuto nella vita rapporti con la comare. Di seguito prega Meuccio affinché il popolo di Napoli lo veneri e faccia celebrare messe in suo onore per raccogliere denaro che gli sarà d'aiuto nella vita ultraterrena. Contentissimo, Meuccio corre dalla comare per soddisfare i suoi desideri.
Nella chiesa di Santa Chiara, nel frattempo, il pittore che sta dormendo fa un sogno in cui gli appare la Vergine Maria con in braccio il bambino Gesù e tutta la schiera di angeli e santi, possibile ispirazione per finire l'affresco. Il sogno si interrompe ed il giorno dopo il pittore completa finalmente l'affresco, decidendo però di omettere il suo ultimo sogno, e mentre tutti i frati e i sagrestani festeggiano l'avvenimento, il pittore commenta la mancanza della sua visione nell'opera finale dicendo: "Perché realizzare un'opera quando è così bello sognarla soltanto?".

## Produzione

### Sceneggiatura
In una lettera della primavera del 1970, Pasolini spiegava al produttore Franco Rossellini di aver modificato la sua originaria idea di ridurre l'intero Decameron a quattro o cinque novelle di ambiente napoletano e di voler dare invece «un'immagine completa e oggettiva del Decameron» attraverso la scelta del maggior numero possibile di racconti. Al gruppo centrale dei racconti ambientati nella Napoli popolare avrebbero dovuto aggiungersene altri per rappresentare lo «spirito interregionale e internazionale» dell'opera di Boccaccio, con l'ambizione di realizzare «una specie di affresco di tutto un mondo, tra il medioevo e l'epoca borghese». Il film avrebbe dovuto durare almeno tre ore ed essere diviso in tre tempi, ognuno dei quali rappresenti un'unità tematica. Il primo trattamento elaborato dall'autore era dunque costruito su questa struttura tripartita (15 novelle suddivise in tre tempi, ognuno dei quali racchiuso da un racconto cornice, con protagonisti rispettivamente Ser Ciappelletto, Chichibio e Giotto), che voleva rispecchiare la complessa architettura narrativa dell'opera di Boccaccio.
La scelta delle novelle appariva ancora caratterizzata da estrema eterogeneità. Solo tre novelle del Decameron sono di ambientazione partenopea; Pasolini rafforzava la "napoletanità" della propria rivisitazione trasferendone altre, di ambientazione toscana, a Napoli e dintorni. Rispetto al trattamento, nella sceneggiatura, datata 26 agosto 1970, Pasolini allentò il rigido schema tripartito, eliminando cinque novelle «orientali» o «nordiche» e aggiungendone due nuove, e cercando di bilanciare il rischio dell'eccessiva frammentarietà con una maggior omogeneità d'ambiente (napoletano e popolare).
Dalla sceneggiatura alla forma definitiva del film, il cambiamento più importante riguardò la sostituzione dello schema tripolare con quello bipolare. Furono eliminati il racconto-cornice di Chichibio e altre due novelle (tra cui quella di Alibech, nel trattamento definita dall'autore di «grazia sublime», ma ritenuta dissonante rispetto al resto del film e comunque eliminata solo all'ultimo, tanto che gli interpreti appaiono comunque accreditati nei titoli di testa), e furono effettuati degli spostamenti strutturali che diedero maggior coesione all'insieme. Malgrado l'apparente eterogeneità dell'intreccio, il film mostra una logica interna e una sostanziale omogeneità, a cui contribuisce la napoletanità che pervade tutti i dialoghi. In merito a questa scelta linguistica, Pasolini affermò: «Ho scelto Napoli contro tutta la stronza Italia neocapitalistica e televisiva: niente babele linguistica, dunque, ma puro parlare napoletano».
Un'importanza particolare riveste, fin dal trattamento e poi nelle elaborazioni successive, il racconto di Giotto che si reca a Napoli per affrescare la chiesa di Santa Chiara. L'artista figura in effetti nella novella 5 della VI giornata, che però è ambientata nei dintorni di Firenze e ha andamento aneddotico. Nel progetto pasoliniano, invece, la vicenda giottesca costituisce uno dei racconti-cornice delle (progettate tre, e poi effettive due) parti dell'opera. Inoltre, e fin dalla prima stesura, a Giotto è affidato l'explicit del film: guardando la sua opera compiuta, nel trattamento l'artista «ha un lieve, ingenuo e misterioso sorriso»; nella sceneggiatura «nel suo viso è stampato - come una leggera ombra, non priva di malinconia - il sorriso dolce, misterioso e ingenuo con cui l'autore guarda la sua opera finita»; mentre nel film (in cui Giotto diventa «un allievo di Giotto», forse contestualmente alla decisione di Pasolini di interpretare in prima persona il personaggio) pronuncia, di spalle, la battuta «Perché realizzare un'opera quando è così bello sognarla soltanto?», aggiunta dal regista direttamente sul set.
Trattamento
- Primo tempo. Racconto-cornice: Ser Ciappelletto

1. Martellino (II, 1)
2. Andreuccio da Perugia (II, 5)
3. Alatiel (II, 7)
4. Masetto (III, 1)
5. Ser Ciappelletto (I, 1)

- Secondo tempo. Racconto-cornice: Chichibio

1. Agilulfo e il palafreniere (III, 2)
2. Alibech (III, 10)
3. Gerbino (IV, 4)
4. Lisabetta da Messina (IV, 5)
5. Caterina di Valbona (V, 4)
6. Chichibio (VI, 4)[22]

- Terzo tempo. Racconto-cornice: Giotto

1. Giotto e Forese (VI, 5)
2. Peronella (VII, 2)
3. Natan e Mitridanes (X, 3)
4. Gemmata (IX, 10)

Sceneggiatura
- Racconto-cornice: Ser Ciappelletto

1. Andreuccio da Perugia
2. Masetto
3. Ser Ciappelletto

- Racconto-cornice: Chichibio

1. Girolamo e Salvestra (IV, 8)
2. Alibech
3. Lisabetta da Messina
4. Caterina di Valbona
5. Chichibio

- Racconto-cornice: Giotto

1. Peronella
2. Tingoccio e Meuccio (VII, 10)
3. Gemmata

- Epilogo: Giotto

Film
- Primo tempo. Racconto-cornice: Ser Ciappelletto[23]

1. Andreuccio da Perugia
2. Masetto
3. Peronella
4. Ser Ciappelletto

- Secondo tempo. Racconto-cornice: Allievo di Giotto

1. Caterina di Valbona
2. Lisabetta da Messina
3. Gemmata
4. Tingoccio e Meuccio

- Epilogo: Allievo di Giotto

#### Scene tagliate
Pasolini tagliò dalla versione finale due scene, oggi perdute: la novella di Girolamo e Salvestra e la storia di Alibech. In particolare per quest'ultima sequenza le riprese si spostarono nella città vecchia di Sana'a, Yemen, ove Pasolini avrebbe poi girato anche parte de Il fiore delle Mille e una notte, l'ultimo capitolo della trilogia della vita. Una ricostruzione della storia di Alibech come originariamente prevista dal regista è stata attuata dai materiali originali (testimonianze dei collaboratori, fotografie di scena, documenti d'archivio) e proposta nel documentario Il corpo perduto di Alibech (2005).

### Cast
In un cast composto in gran parte da non professionisti, tra cui il pittore Giuseppe Zigaina nel ruolo di un pio frate confessore, non mancano i due attori-feticcio di Pasolini, Franco Citti e Ninetto Davoli, rispettivamente nei ruoli di Ser Ciappelletto e Andreuccio da Perugia. Il regista scelse di calarsi fisicamente dentro la propria opera interpretando il pittore allievo di Giotto, dopo aver ricevuto un rifiuto da parte degli amici scrittori Sandro Penna e Paolo Volponi ai quali aveva proposto quel ruolo.
Musiche.
Buona parte delle musiche sono registrazioni degli anni 1954-56 del grande etnomusicologo Alan Lomax, che non riceve alcun credito. Lo studioso, ignaro di tutto, scopri che le musiche da lui registrate erano state utilizzate andando a vedere il film in un cinema di New York. (Alan Lomax - L'anno più bello della mia vita. Il Saggiatore 2008)

## Incassi
Il film incassò circa quattro miliardi e mezzo di lire, classificandosi secondo dietro ...continuavano a chiamarlo Trinità tra i migliori incassi della stagione 1971-72.
Il Decameron detiene ad oggi il venticinquesimo posto nella classifica dei film italiani più visti di sempre con 11 167 557 spettatori.

## Premi e riconoscimenti
- Orso d'argento al Festival di Berlino 1971